# Ligneron
Der Ligneron ist ein Fluss in Frankreich, der im Département Vendée in der Region Pays de la Loire verläuft. Er entspringt beim Weiler Bellevue, an der Gemeindegrenze von Maché und Saint-Christophe-du-Ligneron, entwässert in einem Bogen von Nordwest nach Südwest und mündet nach rund 30 Kilometern an der Gemeindegrenze von Le Fenouiller und Saint-Hilaire-de-Riez als rechter Nebenfluss in die Vie.
In seinem Unterlauf passiert er die südlichen Ausläufer der Sumpflandschaft Marais Breton und wird über ein Netz von Kanälen zu dessen Entwässerung herangezogen.

## Orte am Fluss
(in Fließreihenfolge)
- Saint-Christophe-du-Ligneron
- Notre-Dame-de-Riez